# Ana Branger
Ana Luisa Branger (sinh đầu những năm 1920) được nhớ đến như một nữ phi công tiên phong đến từ Venezuela. Cô đã nhận được giấy phép vào năm 1942 sau khi được đào tạo tại Escuela de Aviación Miguel Rodríguez ở Mar Cụm. Vào tháng 11 năm 1939, Mary Calcaño trên thực tế đã trở thành người Venezuela đầu tiên được cấp bằng phi công, mặc dù cô đã nhận được nó từ chính quyền Hoa Kỳ sau khi được đào tạo tại Long Island, New York.
Branger là người phụ nữ đầu tiên tốt nghiệp từ Michel Rodriguez, trường đào tạo phi công duy nhất của đất nước vào những năm 1940. Ngay sau khi nhận được giấy phép của mình, cô đã tham gia vào Trung tâm dân sự tại trung tâm hàng không La Carlota. Cô đã bay không chỉ ở Venezuela mà còn ở Peru và ở Hoa Kỳ nơi cô đã phá vỡ hai kỷ lục thế giới.
Vào năm 1950, cô đã phá vỡ kỷ lục về độ cao bay trên mặt phẳng ánh sáng, đạt tới độ cao 24.504 feet trong một chiếc Cub Special với động cơ Continental C-90-8F 90 mã lực, cao hơn đáng kể so với 18.999 feet đạt được của Elizabeth Boselli. Năm sau, cô lại phá kỷ lục về độ cao khi bay ở độ cao 28.820 feet, phá vỡ kỷ lục 25.000 feet của René Leduc. Cả hai thành tựu này đã được báo chí quốc tế đưa tin.
Branger cũng được nhớ đến với chức vụ tùy viên văn hóa tại đại sứ quán Venezuela ở Washington, DC.